# غيلبرت غول
غيلبرت غول (بالإنجليزية: Gilbert Gaul)‏ هو رسام أمريكي، ولد في 31 مارس 1855 في جيرسي سيتي في الولايات المتحدة، وتوفي في 21 ديسمبر 1919 في ريدجفيلد بارك في الولايات المتحدة بسبب سل.